# Fabryka Samochodów Małolitrażowych

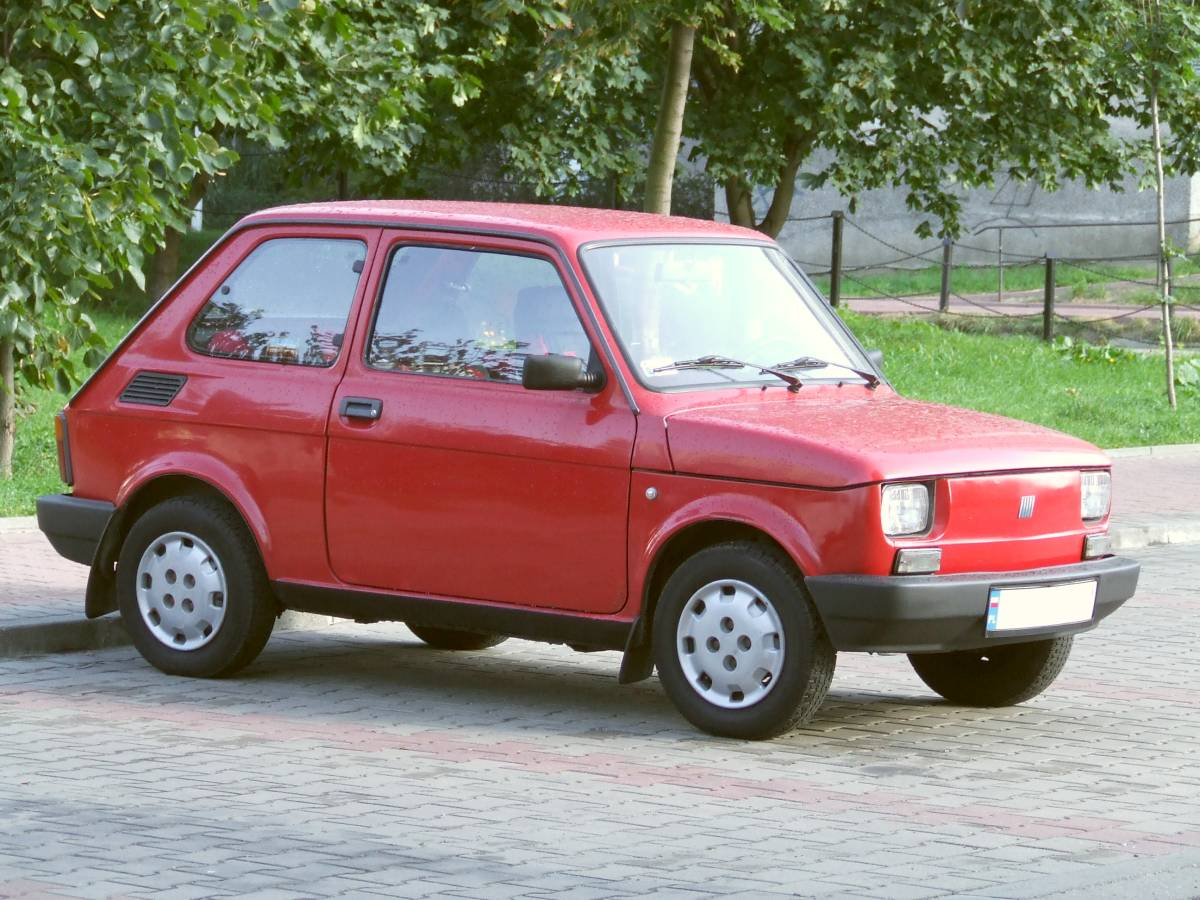
Um Polski Fiat 126p

A FSM ou Fabryka Samochodów Małolitrażowych (signifcando Fábrica de automóveis pequenos) é uma marca polaca de automóveis, tendo sido fundada em Bielsko-Biała, em 1972. Em 1975, foi inaugurada uma nova fábrica em Tychy.
Nesse mesmo ano, a FSM estabeleceu um acordo com a Fiat para produzir uma versão polaca do Fiat 126, com a designação FSM 126 ou Polski Fiat 126p, equipada com um motor de 650cc.
Existiram diversas versões, nomeadamente a de caixa aberta e a carrinha, com tracção atrás.
Em 1983, a FSM propôs à Fiat um modelo revolucionário, semelhante ao Renault Twingo, para substituir o 126, mas esta última recusou a proposta, impondo a construção do Fiat Cinquecento e, mais tarde, a construção do Fiat Seicento. A FSM propôs ainda uma versão modificada do Fiat Ritmo, que não chegou a ser construída.
90% do seu capital foi adquirido pela Fiat, em 1992.
Prevê-se que unidades dos novos modelos do Fiat Seicento e do Ford Ka sejam produzidos pela FSM, a partir de 2007.

## Modelos produzidos
- Syrena 105, (1972-1983, Bielsko-Biała)
- Polski Fiat 126p (1973-2000, Bielsko-Biała e Tychy)
- Fiat Cinquecento (1991-1998, Tychy)
- Fiat Uno (1994-2002, Bielsko-Biała  e Tychy)
- Fiat Seicento (1998-2005, Tychy)
- Fiat Siena (1997-2001, Bielsko-Biała e Tychy)
- Fiat Palio Weekend (1998-2004, Bielsko-Biała e Tychy).